# 沃特金斯克水庫
沃特金斯克水庫是俄羅斯的水庫，位於彼爾姆邊疆區和烏德穆爾特共和國內的卡馬河道上，在1962至1964年建成，面積1,120平方公里，水體體積9.4平方公里，長度365公里，平均高度8.4米，用作交通、食水供應和控制水流。
沃特金斯克水庫旁的城鎮有彼爾姆、克拉斯諾卡姆斯克、內特瓦、奧漢斯克、奧薩和柴可夫斯基。